# Krystyna Biernacka
Krystyna Biernacka z domu Koziełło (ur. 18 września 1924 w Lublinie, zm. 30 listopada 1970) – polska prawnik i działaczka polityczna, posłanka na Sejm PRL IV kadencji (1965–1969). 

## Życiorys
W dwudziestoleciu międzywojennym kształciła się w szkole podstawowej i gimnazjum w Zamościu. Podczas II wojny światowej przebywała w Zamościu i Lublinie. W 1946 została absolwentką Liceum im. Jana Zamoyskiego w Zamościu. W latach 1947–1950 studiowała prawo na Katolickim Uniwersytecie Lubelskim i Uniwersytecie Jagiellońskim. Od końca lat 40. pracowała w Centrali Produktów Naftowych w Lublinie. W latach 1950–1951 zatrudniona w Banku Rolnym w Krakowie. Stamtąd przeniosła się do Wrocławia, gdzie pracowała w Wydziale Finansowym prezydium Wojewódzkiej Rady Narodowej (1958–1961). W 1961 ponownie osiadła w Zamościu, podejmując pracę w prezydium Powiatowej Rady Narodowej jako wiceprzewodnicząca Powiatowej Komisji Planowania Gospodarczego. W tym samym roku wstąpiła do Stronnictwa Demokratycznego, a cztery lata później uzyskała mandat posłanki do Sejmu PRL IV kadencji w okręgu Zamość. Zasiadała w Komisjach Budownictwa i Gospodarki Komunalnej oraz Planu Gospodarczego, Budżetu i Finansów. 
Pochowana na cmentarzu katedralnym w Zamościu.